# Peprilus burti
Peprilus burti är en fiskart som beskrevs av Fowler, 1944. Peprilus burti ingår i släktet Peprilus och familjen Stromateidae. Inga underarter finns listade i Catalogue of Life.